# Midtown Madness 2
Midtown Madness 2 — компьютерная игра в жанре аркадных автогонок, разработанная Angel Studios и изданная Microsoft. Вторая игра из серии Midtown Madness и продолжение игры Midtown Madness. Midtown Madness 2 был выпущен 21 сентября 2000 года в Северной Америке и 6 октября того же года в остальном мире. Продолжением игры Midtown Madness 2 стала Midtown Madness 3, выпущенная в 2003 году эксклюзивно для Xbox.
Действие игры происходит в Лондоне и Сан-Франциско. Основной целью игрока является победа в гонках и сбор автомобилей. В целом, игра получила положительные отзывы от игровых сайтов.

## Геймплей
Как и в первой части, в игре присутствуют 4 режима: блиц, гонка с чекпоинтами, гонки по кругу и исследование города. Также в игру добавлена возможность водить такси и рейсовый автобус. Многопользовательская игра не претерпела никаких значительных изменений по сравнению с первой частью.

## Автомобили
- Mini Cooper Classic
- VW New Beetle
- London Cab
- Cadillac Eldorado
- Ford F-350
- Ford Mustang GT
- Ford Mustang Cruiser
- Ford Mustang Fastback
- Panoz Roadster
- Автобус
- Double-Decker Bus
- Freightliner Century
- New Mini Cooper
- VW New Beetle Dune
- VW New Beetle RSi
- Light Tactical Vehicle
- Audi TT
- Aston Martin DB7 Vantage
- Panoz GTR-1
- American LaFrance Fire Truck

## Рецензии
| Сводный рейтинг       | Сводный рейтинг                                                                    |
| Агрегатор             | Оценка                                                                             |
| --------------------- | ---------------------------------------------------------------------------------- |
| GameRankings          | 79,03 %                                                                            |
| Metacritic            | 78/100                                                                             |
| MobyRank              | 79/100                                                                             |
| Иноязычные издания    |                                                                                    |
| Издание               | Оценка                                                                             |
| ActionTrip            | 72/100                                                                             |
| AllGame               | 4,5 из 5 звёзд · 4,5 из 5 звёзд · 4,5 из 5 звёзд · 4,5 из 5 звёзд · 4,5 из 5 звёзд |
| Edge                  | 6/10                                                                               |
| Eurogamer             | 9/10                                                                               |
| GamePro               | 4,5 из 5 звёзд · 4,5 из 5 звёзд · 4,5 из 5 звёзд · 4,5 из 5 звёзд · 4,5 из 5 звёзд |
| GameRevolution        | B                                                                                  |
| GameSpot              | 8,1/10                                                                             |
| GameSpy               | 86/100                                                                             |
| GamesRadar+           | 10/10                                                                              |
| GameZone              | 7/10                                                                               |
| IGN                   | 8,5/10                                                                             |
| PC Gamer (UK)         | 80 %                                                                               |
| Русскоязычные издания |                                                                                    |
| Издание               | Оценка                                                                             |
| Absolute Games        | 75 %                                                                               |